# 新宅ゆめ
新宅 ゆめ（しんたく ゆめ、7月9日 - ）は、日本の女性声優。奈良県出身。ムーブマン所属。

## 人物・来歴
2008年より柚萌（ゆめ）のハンドルネームで、ニコニコ動画への投稿を皮切りに動画投稿やネット生配信等の活動を行う。
薬剤師として働きながら、動画・配信活動を継続する。
2017年5月、声優専門学校へ通い始める
2018年11月から2019年3月にかけて、YouTubeにてバイノーラルマイクを使ったラジオ番組「柚萌の声優街道まっしぐら！」を配信。川妻美穂とともにパーソナリティを務める。
2019年4月、新宅ゆめの名でムーブマン所属の声優として活動を始める。
由来は「両親に新しい家を建てられるくらいの声優になる夢」から。
引き続き、柚萌としての活動も行う。
2019年9月よりSHOWROOMでの配信を開始。個人での配信のほか、同事務所の桜田芽久未と「ゆめとめぐみのないしょばなし☾.˖٭」の配信を行う。
2019年12月、バーチャルカラオケ配信アプリ「トピア（Topia）」公認ライバーとなり、同アプリでの配信を開始。
2020年6月、声劇Live配信サービス「ボイコネ」にて、柚萌-Yume-名義で公式キャストとして活動を開始。
2021年3月、週刊少年マガジン『カッコウの許嫁』100人100声企画に参加し、朗読動画を公開。
薬剤師免許、茶道裏千家入門の資格を持っている。
趣味はASMR立体音響を聴く事、録音する事、クラシックバレエ。
特技はお弁当作りや着付け、薬剤鑑別である。

## 出演

### テレビアニメ
- 異世界屋敷の妖精メイド（2023年[19][20]）[注釈 1]

### ゲーム
- アイドルガールズ 栄光のプロデュース（2020年、柚原しずく[21][22]）
- ブラウンダスト（2020年、グルーニー[23]）
- 誰ガ為のアルケミスト[24]（2021年、Nesha（ニーシャ））

### ボイスドラマ
- 夜神灯-Yagami- 番外 魔風退散編（2020年、ミサキ[25]）

### ナレーション
- ラジオ大阪 番組ジングルナレーション「バンドリ！ポッピンラジオ！」前[1]
- ラジオ大阪 番組ジングルナレーション「増田俊樹・村上喜紀のオーシャンスピリット」前[1]

### Web広告
- Panasonic「冷凍冷蔵庫分かりやすい光収納量センサーの秘密」（子供）[1]
- Baidu「キーボードアプリsimeji」広告（しめっち）[1]
- 株式会社ソフトエイジェンシー「クッカーweb広告 説明動画 （マッピ）[1]

### ショートアニメ
- Alim ブレイブフロンティア公式YouTube「イマドキ！まくすうぇるさん」（まくすうぇる、リム）[1]
- Alim ブレイブフロンティア公式YouTube「ゆるっとフロンティア」（ティリス、セリア、リム、まくすうぇる）[1]
- 興農社/ティーゼロファクトリー フランチェスカ「美味しいものを探しに行こう！」 – 上富良野編[1]

### webラジオ
- 恭子とりえのぶっちゃけRadio! 第169回 ゲスト[26]（ニコニコ生放送、2019年10月18日）

### TV番組
- 本気でイグ・ノーベル賞狙います！-『萌えは人間の潜在能力を引き出せるのか？』[27] (NHK BSプレミアム、2019年6月29日)
- フレッシュ夏フェス隊まとめたい！2019[28][29] (アニメシアターX、2019年8月10日、15日)

### イベント
- 第3回 りえちゃん・かっちゃんのやらんのか～い！[30]（2019年11月4日）
- 三好りえプロデュース『お笑い企画 第8弾』、『アフター声優イベント』[31]（2020年2月24日）
- 第21回「東京楽笑寄席」[32]（2021年1月30日）
- ありえん夢見ごこち～Morning Callをあなたに～（未定[33]）
- 夜神灯-Yagami- Introduction 2[34]（2022年10月29日）
- ボイスシネマ 声優口演ライブ2024 in 有楽町[35]（2024年9月7日、8日）[注釈 2]

オンラインイベント
- 夜神灯-Yagami- Event Ver.1[36]（2020年9月5日）